# Скьяффино, Розанна
Роза́нна Скьяффи́но (итал. Rosanna Schiaffino; 25 ноября 1939 — 17 октября 2009) — итальянская актриса, популярная в 1960-х годах. Советским кинозрителям известна главным образом по роли графини Жанны де Бовэ в фильме «Тайны Бургундского двора» (в оригинале — «Чудо волков», 1961).

## Биография

### Ранние годы
Роза Анна Скьяффино (итал. Rosa Anna Schiaffino) родилась в Генуе, где и провела своё детство. После победы в четырнадцатилетнем возрасте на региональном конкурсе красоты «Мисс Лигурия» работала какое-то время в рекламном бизнесе, позируя для различных журналов. Родители Розанны не были  бедны и могли позволить оплатить для дочери любое образование. Однако отец и слышать не желал о карьере в кинематографе, но столкнулся с сильной оппозицией матери, помогавшей дочери деньгами для обучения в частной театральной студии. Без благословения отца, но в компании мамы и сестры, Розанна отправляется в Рим на кинопробы. Ей было семнадцать, когда она впервые переступила порог студии «Чинечитта», где она дебютировала с двумя небольшими ролями в 1956 году: ролью Коломбы в комедии Камилло Мастрочинкве «Тото, оставляешь или удваиваешь?» (как и следует из названия — фильм с участием популярнейшего комика Тото) и ролью Анжелики в фильме режиссёра Пьетро Франчиски «Орландо и Палладини во Франции». После роли Россаны в фильме Мауро Болоньини «Бурная ночь» (1959) приобрела известность в Италии, а международная популярность пришла к актрисе  после выхода фильмов «Похищение сабинянок» (1961) и «Тесей против минотавра» (1961, реж. Сильвио Амадио), в котором она  исполнила две роли — злой принцессы Паэдры и девственницы Ариадны.

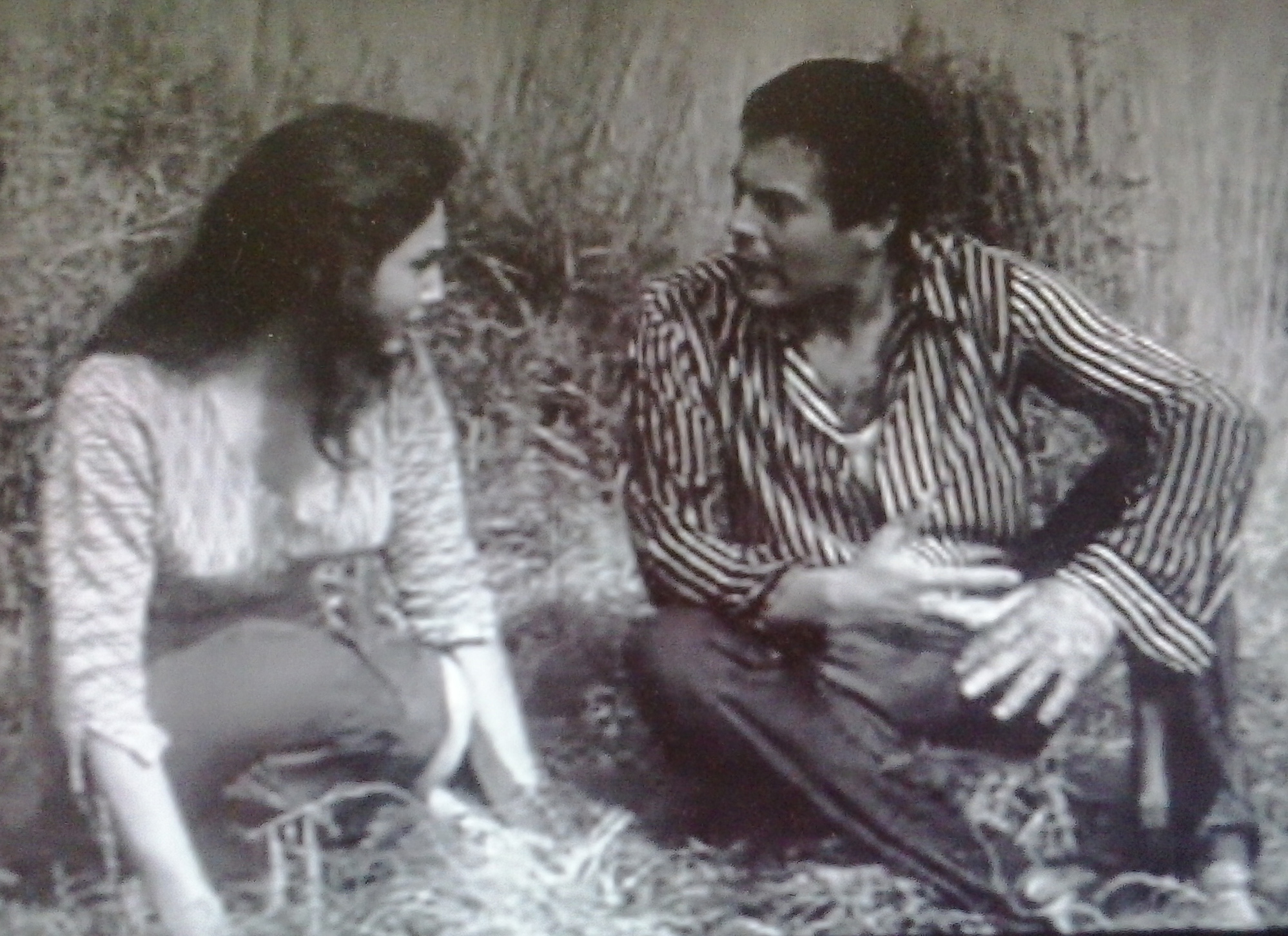
Розанна Скьяффино и Марчелло Мастроянни в фильме «Кусочек неба» (1958, реж. Аглауко Казадио

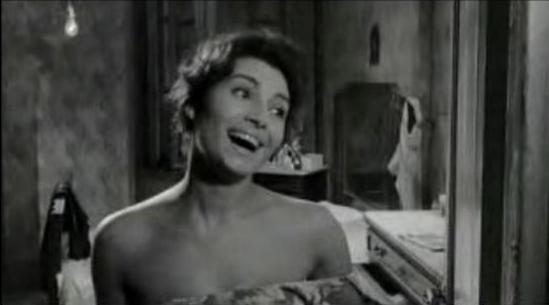
Розанна Скьяффино в кадре из фильма «Бурная ночь» (1959, реж. Мауро Болоньини)

### Кинокарьера
В пост-неореалистическом итальянском кино конца пятидесятых годов её карьера выглядела многообещающей. Она подписала контракт с кинопродюсером Франко Кристальди, на роль в фильме с Марчелло Мастроянни «Кусочек неба» (1958).
Более важным для её актёрской карьеры был другой фильм — «Вызов» (1958), начинавшего тогда в режиссуре Франческо Рози. Фильм был хорошо встречен на Венецианском кинофестивале того же года и актриса получила известность. В течение следующих десяти лет Скьяффино будут давать роли выдающиеся итальянские режиссёры: Мауро Болоньини в киноленте «Бурная ночь» (1959, снятой по сценарию Пьера Паоло Пазолини), Марио Камерини в «Итальянских бандитах» (1961), у Роберто Росселини она снимется в новелле «Целомудрие», вошедшей в киноальманах «РоГоПаГ» (1962, в роли Анны-Марии,  причём вместе с Розанной единственный раз в кино снялась её сестра — Мария Пия Скьяффино), у Альберто Латтуада в кинофильме «Мандрагора» (1965), а Алессандро Блазетти позовёт актрису в свой последний проект «Симон Боливар» (1968).
Её называли «итальянской Хеди Ламарр» и во время итальянского вторжения в 1960-е, вслед за Софией Лорен и Джиной Лоллобриджидой Розанна отправится покорять Голливуд. Но не случится, хотя её американский кинодебют состоится в драме знаменитого Винсента Миннелли «Две недели в другом городе» (1962), где её партнёрами будут Кёрк Дуглас и Эдвард Г. Робинсон, роль Барзелли там будет невелика, как и в «Победителях» (1963, реж. Карл Формен). Также Скьяффино будет много сниматься в фильмах различных жанров во Франции, Великобритании, ФРГ, Испании и Канаде. В период с 1956 по 1976 годы фильмография Розанны Скьяффино насчитывает 48 фильмов. Приобрела популярность благодаря ролям: Мария в военной драме Карла Формена «Победители» (1963), Арлетт в драме Теренса Янга «Авантюрист» (1967), Вивиан в триллере Джузеппе Бенатти «Убийца зарезервировал девять мест» (1974).
Кинозрителям СССР хорошо известна её роль графини Жанны де Бовэ в фильме плаща и шпаги режиссёра Андре Юнебеля с участием Жана Маре «Чудо волков» (1961, в советском прокате — «Тайны Бургундского двора»).
С конца 1960-х Скьяффино утратила к себе интерес со стороны крупных режиссёров и начала принимать предложения от малоизвестных постановщиков для участия в сомнительных проектах. И это происходило до 1977 года, пока она не поняла, что далее так продолжаться не может. Актриса распрощалась с кинематографом довольно рано, ей не было и сорока.

### Личная жизнь
28 сентября 1963 года Розанна Скьяффино вышла замуж за своего кинопродюсера Альфредо Бини. В 1969 году у них родится дочь Аннабелла. 27 февраля 1980 года пара оформила развод, так как Розанна летом того года увлеклась встреченным ею в Портофино красавцем-плейбоем, наследником бизнеса в сталелитейной промышленности Джорджио Энрико Фальком, роман с которым широко освещался в итальянской жёлтой прессе. Родила ему в 1981 году сына Гвидо Нанни и пара оформит свои отношения 15 апреля 1982 года.
В 1991 году Розанна Скьяффино узнала, что больна раком молочной железы. Вскоре после этого (с середины 1990-х годов) начинается разлад семейных отношений с Фальком и многолетняя, широко освещавшаяся таблоидами, борьба через суд за опекунство над сыном и права наследования для него, пока они не придут к соглашению незадолго до смерти Фалька в 2004 году.
Розанна, мужественно боровшаяся со своей болезнью при поддержке фонда Умберто Веронези, умерла в своём доме в Милане 17 октября 2009 года в возрасте 69 лет. Прощание с актрисой состоялось 20 октября в церкви Санта-Мария в Милане, куда были допущены лишь несколько близких друзей. По завещанию актрисы её тело было захоронено рядом с матерью на кладбище в небольшом городке в провинции Лигурия.

## Признание
- 1959  — Специальный приз жюри Венецианского кинофестиваля на МКФ в Венеции (за совокупный вклад в киноискусство).
- 1966 — Почётный приз «Давид ди Донателло» (за совокупность актёрских работ последних лет).

## Фильмография
| Актёрские работы | Актёрские работы                  | Актёрские работы                                               | Актёрские работы                               | Актёрские работы                 | Актёрские работы                    |
| год              | страна                            | русское название                                               | оригинальное название                          | режиссёр                         | роль                                |
| ---------------- | --------------------------------- | -------------------------------------------------------------- | ---------------------------------------------- | -------------------------------- | ----------------------------------- |
| 1956             | Италия                            | Тото, оставляешь или удваиваешь?                               | Totò, lascia o raddoppia? (итал.)              | Камилло Мастрочинкве             | Коломба                             |
| 1956             | Италия                            | Орландо и Паладины Франции                                     | Orlando e i Paladini di Francia (итал.)        | Пьетро Франчиши                  | Анжелика                            |
| 1958             | Италия — Франция                  | Кусочек неба                                                   | Un ettaro di cielo (итал.)                     | Аглауко Казадио                  | Марина                              |
| 1958             | Италия — Испания                  | Вызов                                                          | La sfida (итал.)                               | Франческо Рози                   | Ассунта                             |
| 1959             | Италия — Югославия                | Мститель (Дубровский)                                          | Il vendicatore (итал.), Dubrowsky (англ.)      | Уильям Дитерле                   | Маша                                |
| 1959             | Италия — Франция                  | Бурная ночь                                                    | La notte brava (итал.)                         | Мауро Болоньини                  | Россана                             |
| 1959             | Италия — Франция                  | Фердинанд I, король Неаполя                                    | Ferdinando I°, re di Napoli (итал.)            | Джанни Франчолини                | Наннина                             |
| 1960             | Франция — Италия                  | Бал шпионов                                                    | Le bal des espions (фр.)                       | Мишель Клеман, Умберто Скарпелли | Флора                               |
| 1960             | Италия                            | Тесей против Минотавра                                         | Teseo contro il minotauro (итал.)              | Сильвио Амадио                   | принцесса Паэдра / Ариадна          |
| 1961             | Франция — Италия                  | Ла Файетт                                                      | La Fayette (фр.)                               | Жан Древиль                      | графиня де Симьян                   |
| 1961             | Италия                            | Честь общества                                                 | L’onorata società (итал.)                      | Риккардо Пидзаглиа               | Розария, жена                       |
| 1961             | Франция — Италия                  | Чудо волков (в советском прокате — «Тайны Бургундского двора») | Le miracle des loups (фр.)                     | Андре Юнебель                    | графиня Жанна де Бовэ               |
| 1961             | Франция — Италия — Югославия      | Похищение сабинянок                                            | Il ratto delle sabine (итал.)                  | Ришар Поттье                     | Венера                              |
| 1961             | Италия — Франция                  | Итальянские бандиты                                            | I briganti italiani (итал.)                    | Марио Камерини                   | Мариантония                         |
| 1962             | Франция — Италия                  | Преступление не выгодно                                        | Le crime ne paie pas (фр.)                     | Жерар Ури                        | Франческа Сабелли (новелла «Маска») |
| 1962             | США                               | Две недели в другом городе                                     | Two Weeks in Another Town (англ.)              | Винсент Миннелли                 | Барзелли                            |
| 1962             | ФРГ — Франция — Италия            | Аксель Мунтель — доктор Сан-Микеле                             | Axel Munthe — Der Arzt von San Michele (нем.)  | Рудольф Югерт, Джорджио Капитани | Антония                             |
| 1963             | Италия — Франция                  | РоГоПаГ                                                        | Ro.Go.Pa.G. (итал.)                            | Роберто Росселлини               | Анна-Мария (новелла «Целомудрие»)   |
| 1963             | США                               | Победители                                                     | The Victors (англ.)                            | Карл Форман                      | Мария                               |
| 1963             | Италия — Франция                  | Растление                                                      | La corruzione (итал.)                          | Мауро Болоньини                  | Адриана                             |
| 1964             | Великобритания — Югославия        | Корабли викингов                                               | The Long Ships (англ.)                         | Джек Кардифф                     | Амина                               |
| 1964             | Италия — ФРГ — США                | Семеро против смерти                                           | Sette contro la morte (итал.)                  | Эдгар Дж. Улмер                  | Анна                                |
| 1965             | Италия — ФРГ                      | Тайна третьей джонки                                           | Das Geheimnis der drei Dschunken (нем.)        | Эрнст Хофбауэр                   | Кэрол                               |
| 1965             | Италия — Франция                  | Мандрагора                                                     | La mandragola (итал.)                          | Альберто Латтуада                | Лукреция                            |
| 1966             | Италия — Франция — Испания        | Эль Греко                                                      | El Greco (итал.)                               | Лючано Сальче                    | Джеронима де Ла Куэвос              |
| 1966             | Италия                            | Влюблённая ведьма                                              | La strega in amore (итал.)                     | Дамиано Дамиани                  | Аура                                |
| 1966             | Великобритания                    | Чтоб ты сдохла, дорогая                                        | Drop Dead Darling (англ.)                      | Кен Хьюз                         | Франческа Ди Риенци                 |
| 1967             | Италия                            | Авантюрист                                                     | L’avventuriero (итал.)                         | Теренс Янг                       | Арлетт                              |
| 1967             | Испания — Италия                  | Монахиня на распутье                                           | Encrucijada para una monja (исп.)              | Хулио Бучс                       | сестра Мария                        |
| 1969             | Испания — Италия — Венесуэла      | Симон Боливар                                                  | Simón Bolívar (исп.)                           | Алессандро Блазетти              | Консуэло Эрнандес                   |
| 1969             | Италия — ФРГ                      | Шах королеве                                                   | Scacco alla regina (итал.)                     | Паскуале Феста Кампаниле         | Маргарет                            |
| 1971             | Канада — Израиль                  | 7 раз… в день                                                  | 7 fois… par jour (фр.)                         | Дени Эру                         | Ева                                 |
| 1971             | Италия                            | Трастевере                                                     | Trastevere (итал.)                             | Фаусто Тоцци                     | Катерина Перетти                    |
| 1973             | Италия — Франция — Испания        | Герои                                                          | Gli eroi (итал.)                               | Дуччо Тессари                    | Катрин, греческая проститутка       |
| 1973             | Испания — Италия — Великобритания | Человек по имени Полдень                                       | Un hombre llamado Noon (исп.)                  | Питер Коллинсон                  | Фэн Дэвидж                          |
| 1974             | Италия                            | Свидетель должен замолчать                                     | Il testimone deve tacere (итал.)               | Джузеппе Розати                  | Луиза Сирони                        |
| 1974             | Италия                            | Убийца зарезервировал девять мест                              | L’assassino ha riservato nove poltrone (итал.) | Джузеппе Беннати                 | Вивиан                              |
| 1974             | Италия — Франция                  | Ночной комиссариат                                             | Commissariato di notturna (итал.)              | Гвидо Леони                      | Соня                                |
| 1974             | Италия                            | Магнат                                                         | Il magnate (итал.)                             | Джованни Гримальди               | Клелия                              |
| 1975             | Италия                            | Калиостро                                                      | Cagliostro (итал.)                             | Даниэле Петтинари                | Лоренца Бальзамо                    |
| 1975             | Испания                           | Трансмедийный                                                  | La trastienda (исп.)                           | Хорхе Грау                       | Лурдес                              |
| 1976             | Италия — Испания                  | Девушка из коралловой кожи                                     | La ragazza dalla pelle di corallo (итал.)      | Освальдо Чивириани               | Майра                               |
| 1977             | Италия                            | Дон Жуан в Сицилии (ТВ мини-сериал)                            | Don Giovanni in Sicilia (итал.)                |                                  |                                     |